# Matthew Etherington
Matthew Etherington (Truro, 14 agosto 1981) è un allenatore di calcio ed ex calciatore inglese, centrocampista, tecnico della formazione Under-21 del Colchester Utd.

## Carriera
Etherington fa il suo esordio con il Peterborough United a 15 anni e 262 giorni, il 3 maggio 1997; diventò stabilmente un giocatore della prima squadra nella stagione successiva, quando ha giocato 33 partite mettendo a segno anche 3 reti. Alla fine del 1999, viene ingaggiato dal Tottenham, per 750 000 euro.
Durante la sua permanenza con gli Spurs, viene ceduto in prestito al Bradford City per due mesi, nel 2001. Complessivamente con il Tottenham non troverà molto spazio, e alla fine della sua esperienza avrà collezionato 45 presenze, condite da una rete.
Nell'estate del 2003 si trasferisce al West Ham. Contribuì a riportare gli Hammers in Premiership nel 2004.
Nella sessione di mercato di gennaio 2009 passa allo Stoke City.
All'inizio del 2010 Etherington ha ammesso di aver avuto gravi problemi col gioco d'azzardo, che lo hanno portato a perdere oltre 1,5 milioni di sterline nel corso di alcuni anni.